# カステッラール
カステッラール（伊: Castellar）は、イタリア共和国ピエモンテ州クーネオ県サルッツォにある分離集落（フラツィオーネ）。
かつては独立した自治体（コムーネ）であったが、2019年1月1日、近隣のサルッツォと合併し、新自治体の一部となった。

## 地理

### 位置・広がり

#### 隣接コムーネ
コムーネとしてのカステッラールは、以下のコムーネと隣接していた。
- パーニョ
- レヴェッロ
- サルッツォ